# 모과이
모과이(Mogwai)는 스코틀랜드의 포스트 록 밴드로 1995년 글래스고에서 결성되었으며 멤버는 스튜어트 브레이스웨이트(기타, 보컬), 배리 번스(기타, 피아노, 신세사이저, 보컬), 도미닉 아이치슨(베이스 기타), 마틴 불록(드럼)으로 구성되어 있다. 모과이의 음악은 보통 기타 위주의 연주곡들로 강약의 대비, 선율적 베이스 라인, 디스토션을 비롯한 이펙트를 다량 사용하는 것으로 특징지어진다.
모과이는 수 년간 글래스고의 레코드 레이블인 케미컬 언더그라운드와 계약을 맺고 미국의 마타도어와 영국의 플레이 잇 어게인 샘과 같은 레이블에 의해 배포되다가 현재는 영국의 록 액션 레코드 및 자체 레이블인 템포러리 레지던스 Ltd.를 사용하고 있다.
모과이의 열 번째 앨범 《As the Love Continues》는 2021년 2월에 영국 앨범 차트 1위에 올랐다.

## 역사

### 형성기 (1991-1995년)
스튜어트 브레이스웨이트와 도미닉 아이치슨은 1991년 4월 만나 4년 후에 동창생인 마틴 불록과 함께 모과이를 결성한다. 밴드의 이름은 영화 <그렘린>에 나온 생물체의 이름에서 따왔다. 스튜어트 브레이스웨이트는 "이름에 특별한 의미는 없고 늘 더 나은 이름으로 바꾸려고 생각하고 있었는데 많은 일들이 그렇듯이 그냥 결정을 못하고 흘러가 버렸다"고 한다. 모과이는 광둥어로 "악령"이나 "악마"를 뜻한다.
모과이는 1996년 2월 <Tuner/Lower> 싱글로 데뷔했고 그 해 말에 <Summer>라는 곡으로 NME의 '이 주의 싱글' 상을 받았다. 공연 등 활동을 늘리면서 존 커밍스를 기타로 영입하고 틴에이지 팬클럽의 드러머인 브렌단 오헤어가 합류하면서 데뷔 앨범 《Mogwai Young Team》 녹음 작업을 한다.

### 《Mogwai Young Team》 시절 (1995-1997년)
1997년 10월에 발매된 데뷔 앨범 《Mogwai Young Team》은 영국 앨범 차트 75위에 올랐다. 이 앨범에는 게스트로 아랍 스트랩의 에이단 모팻이 참여했다. 오헤어는 앨범이 발매된 이후 밴드에서 해고되었다.

### 《Come On Die Young》 시절 (1998–1999년)
두 번째 앨범 《Come On Die Young》을 녹음하기 전에 배리 번스를 영입했다. 그는 이미 이전에 플룻과 피아노 연주로 몇 차례 공연을 함께 한 경험이 있었다. 스튜어트에 따르면 배리는 잘 웃었기 때문에 멤버로 발탁되었다고 한다. 이 앨범은 영국에서 29위에 올랐다. 이 멤버 구성은 1998년 이후 존 커밍스가 다른 프로젝트를 위해 밴드를 떠난 2015년 11월까지 유지되었다. 스코틀랜드 뮤지션인 루크 서덜랜드는 모과이의 녹음과 공연에서 바이올린과 최근에는 보컬과 기타로 참여했다.

### 《Rock Action》 시절 (2000–2001년)
2001년 앨범 《Rock Action》으로 영국 차트 23위에 올랐는데 이 앨범에서는 이전보다 기타의 분량이 줄었고 그 자리에 전자 악기들이 들어왔고 많은 곡들에 보컬이 추가되었다. 그리고 얼마 되지 않아 이 시기 공연 마지막에 연주하곤 했던 불협화음으로 이루어진 20분 짜리 곡 <My Father My King>을 발매했다.

### 《Happy Songs For Happy People》 시절 (2002–2003년)
2003년 앨범 《Happy Songs For Happy People》으로 모과이는 계속적으로 일렉트로니카 스타일과 더 넓고 텅빈 공간적인 편곡을 이어갔다. 이 앨범으로 처음 미국 빌보드 인디 앨범 차트에 13위에 오르게 되고 빌보드 200 차트에도 한 주간 머물게 된다. 평은 일반적으로 호의적이었으나 <피치포크 미디어>에서는 2008년에 "... 앨범에 대한 반응은 그럭저럭에서 호의적이었다. 어떤 이들은 이들이 이미 통달한 약-중-강으로 이어지는 다이나믹의 한계를 넘어서는 웅장함의 단계까지 뻗어나갔다고 찬사했고 다른 이들은 너무 부드럽고 작고, 뻣뻣한 곡들에 대해 한탄했다"고 썼다.

### 《Mr Beast》 시절 (2004–2006년)
2006년 3월, 《Mr Beast》 앨범이 일반판과 녹음 과정을 담은 DVD가 포함된 한정판으로 발매되었다. 이 앨범에 대해 크리에이션 레코드의 알란 맥기는 "아마도 《Loveless》 이후 내가 참여했던 것들 중 최고의 아트 록 앨범이라 할 수 있을 것이다. 사실, 아마 《Loveless》 보다 더 나을 것이다"라고 마이 블러디 밸런타인의 앨범 《Loveless》와 비교하며 극찬했다. 올뮤직에서는 이 앨범에 대해 "모과이의 앨범들 중 아마도 가장 접근성이 있으면서도 세련되었다"고 평했다.

### 《The Hawk Is Howling》 시절 (2007–2008년)
6번째 정규 앨범 《The Hawk Is Howling》은 2008년 9월에 발매되었다. 이 앨범은 보컬이 나오는 첫 앨범이자 밴드가 처음으로 자체 제작한 앨범이다.

### 《Burning / Special Moves》 시절 (2009–2010년)
2010년 모과이는 처음으로 라이브 영상과 앨범 《Burning / Special Moves》를 출시했다. 영상에는 2008-9년 미국 투어 중 브루클린에서의 공연 영상이 담겼고 앨범에는 이 외에 같은 공연에서 연주했던 9곡이 추가되어 있었다. 이 앨범은 모과이의 자체 레이블인 록 액션 레코드를 통해 발매되었다.

### 《Hardcore Will Never Die, But You Will》 시절 (2011–2013년)
2010년 9월, 모과이는 북미주에서 오랫동안 앨범 유통을 담당했던 마타도어 레코드와 결별하고 섭 팝과 계약을 맺었다. 그리고 일곱 번째 앨범 《Hardcore Will Never Die, But You Will》이 2011년 2월 발매되어 영국 차트 25위에 올랐다. 보너스 에디션에는 23분짜리 곡 <Music for a Forgotten Future (The Singing Mountain)>이 담긴 CD가 추가되었다. 이 앨범에서는 싱글 세 장이 발매되었다: <Rano Pano>, <Mexican Grand Prix>, <San Pedro>.
2012년에는 《Hardcore Will Never Die, But You Will》를 여러 아티스트들이 작업한 리믹스 앨범 《A Wrenched Virile Lore》가 발매되었다.

### 《Rave Tapes》 시절 (2013–2015년)

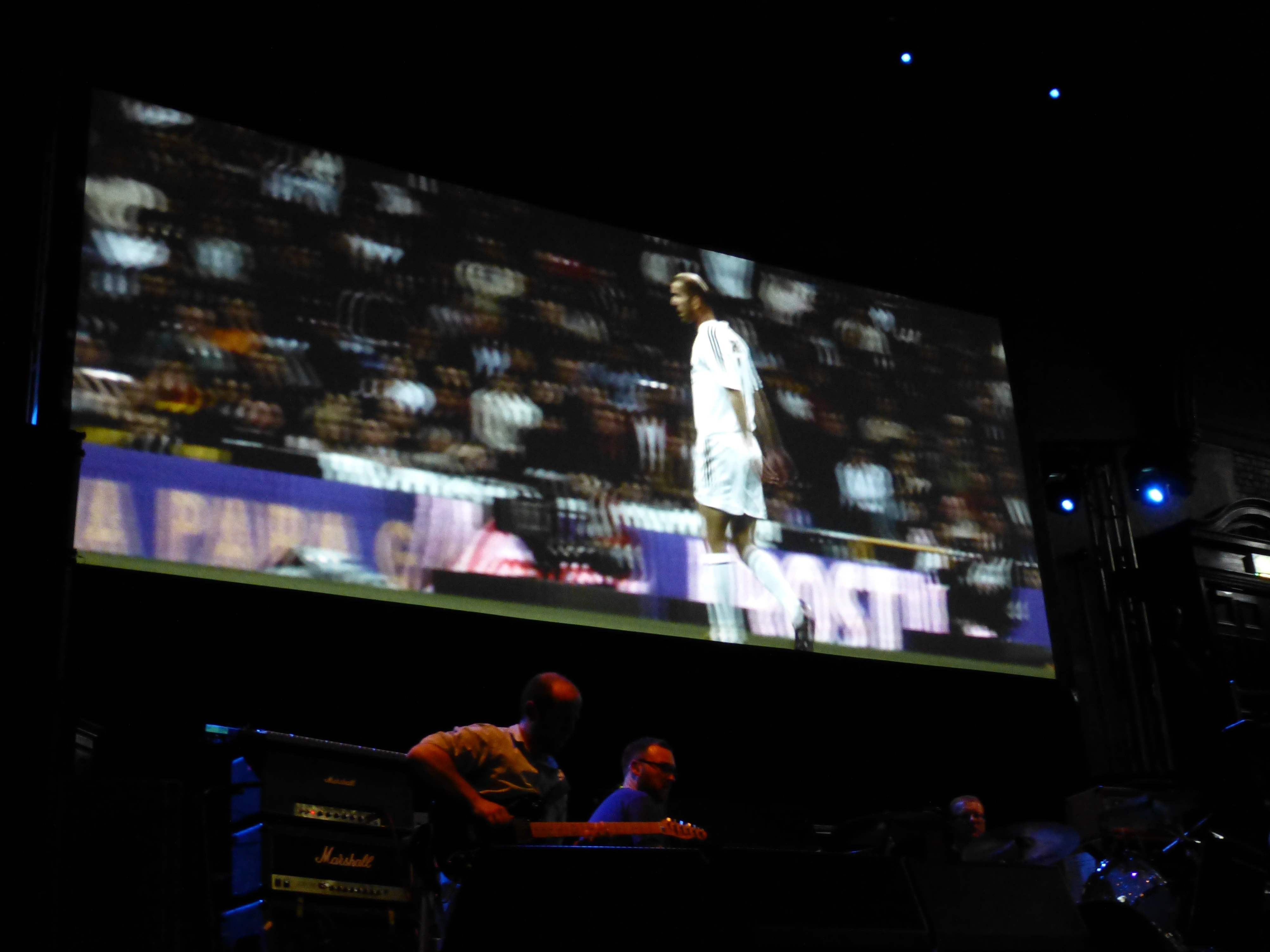
2013년 7월, <지단 - 21세기의 초상> 사운드트랙을 연주하는 모과이

2013년 7월, 모과이는 자신들이 참여한 사운드트랙 <지단 - 21세기의 초상> 연주를 영국 전역에 걸쳐 벌였다. 모과이와 폴 사비지가 제작을 한 8번째 앨범 《Rave Tapes》는 2014년 1월에 발매되었고 영국 앨범 차트 10위에 올랐다. 그리고 《Music Industry 3. Fitness Industry 1.》 EP가 2014년 12월에 나왔는데 《Rave Tapes》 녹음 세션에서 나온 곡 세 개와 다른 뮤지션들이 리믹스한 곡 세 개가 담겼다. 2015년 11월에는 기타리스트인 존 커닝햄이 자신의 프로젝트를 위해 밴드를 떠난다는 발표가 있었다.

### 《Every Country's Sun》 (2016–2019년)
2016년 4월, 브레이스웨이트는 <가디언>지와의 인터뷰에서 새로운 곡을 쓰고 있으며 이후 미국에 가서 15년 전에 《Rock Action》을 제작했던 데이브 프리드만과 함께 녹음할 계획이라고 밝혔다. 2017년 3월에 앨범 녹음을 마치고 애비 로드 스튜디오에서 마스터링 작업을 했다. 이후 10월에는 유럽, 11월에 미국, 그리고 12월에 마무리로 자신들의 고향인 글래스고에서의 공연 계획을 발표했다.
2017년 5월, 새로운 앨범의 제목은 《Every Country's Sun》이 될 것이며 9월에 발매 예정이라고 발표했다.

### 《As the Love Continues》 (2020년-현재)
2020년 10월, 새 앨범 《As the Love Continues》 발매를 예고했고 이 앨범은 2021년 2월 영국 차트 1위에 올랐다. 앨범 발매 전 주에 모과이는 글래스고 트램웨이에서 전 앨범을 연주하는 영상을 스트리밍으로 내보냈다. 그리고 소셜 미디어에서 여러 연예인들에게 앨범 홍보를 부탁하는 등 사전 작업을 했고 발매 이후 1주일 만에 1위로 올랐는데 모과이는 이 결과에 대해 "완전 초현실적이다"라며 놀랐다. 《As the Love Continues》는 2021년 영국 최고의 음악에 수여하는 머큐리 프라이즈에 후보로 올랐으며 2021년 스코틀랜드 이 해의 앨범상을 받았다.

## 사운드트랙과 기타 작업들
2006년 모과이는 <지단 - 21세기의 초상> 사운드트랙 작업을 하였다. 이들의 곡 <Auto Rock>은 마이클 만의 2006년 영화 <마이애미 바이스>에 사용되었고 같은 해 <천년을 흐르는 사랑> 사운드트랙에서는 클린트 맨셀과 크로노스 쿼텟과 협업하였다. 2009년에 나온 포스트 록 다큐멘터리 <Introspective>에 출연하기도 했다. 2012년에는 카날+ 프랑스 TV 시리즈인 <더 리턴드> 사운드트랙 작업을 하였고 이들의 곡 <Kids Will Be Skeltons>는 비디오 게임 "라이프 이스 스트레인지"에 기반한 사운드트랙에 담겼다. 2015년에는 마크 커슨스의 다큐멘터리 <어토믹: 리빙 인 데드 앤 프로미스>에 음악을 맡았고 이 사운드트랙은 《Atomic on 1》이라는 제목으로 2016년 4월에 발매되었다. 2016년에는 피셔 스티븐스의 기후변화에 관한 다큐멘터리 <비포 더 플러드>의 음악작업에 트렌트 레즈너, 애티커스 로스, 구스타보 산타오랄라 등과 함께 참여했다. 2018년 8월에는 영화 <킨: 더 비기닝>, 2020년 5월에는 아마존 프라임 시리즈인 <제로제로제로> 사운드트랙을 만들었다.

## 음악 스타일
모과이가 영향을 받은 이들로는 푸가지, MC5, 마이 블러디 밸런타인, 소닉 유스, 픽시스, 큐어 등을 비롯하여 포스트 록의 선구자인 슬린트가 있으며 음악 스타일은 슈게이즈, 매스 록, 아트 록으로 분류될 수 있다. <스핀> 매거진의 더글라스 월크는 1999년 모과이에 대해 "이들은 곡들은 시간이 지남에 따라 점점 길어지고 때로는 한 두개의 아르페지오 코드로 10분 이상에 걸쳐 음악을 발전시켜 나간다. 속삭임에서 과격함에 이르는 이들의 음악은 슬린트를 떠올리게 한다"고 썼다. 배리 번스는 한 인터뷰에서 자신과 밴드 멤버들은 모과이가 포스트 록이라는 장르에 제한되는 것을 좋아하지 않는다며 모든 것을 너무 과도하게 해석하는게 문제라고 지적했다.
국제적으로 열성팬들이 퍼져 있는 것에 대해 모과이의 음악이 대부분 가사가 없기 때문이라는 설명도 있다. 브레이스웨이트는 가사가 없는 것에 대해 다음과 같이 말했다:
대부분의 사람들은 가사가 없으면 집중하기 힘들어 하는 것 같다. 가사는 어떤 이들에게는 진정한 평안함을 주기도 한다. 사람들은 노래를 따라 부르기를 좋아하는데 우리 곡들은 그럴 수 없어서 좀 열을 받기도 하는 것 같다.— 스튜어트 브레이스웨이트

## 음반 목록

### 정규 음반
- 《Mogwai Young Team》 (1997)
- 《Come On Die Young》 (1999)
- 《Rock Action》 (2001)
- 《Happy Songs for Happy People》 (2003)
- 《Mr Beast》 (2006)
- 《The Hawk Is Howling》 (2008)
- 《Hardcore Will Never Die, But You Will》 (2011)
- 《Rave Tapes》 (2014)
- 《Every Country's Sun》 (2017)
- 《As the Love Continues》 (2021)
- 《The Bad Fire》 (2025)

## 밴드 멤버

### 현재 멤버
- 스튜어트 브레이스웨이트 (Stuart Braithwaite) - 기타, 보컬 (1995년-현재)
- 도미닉 아이치슨 (Dominic Aitchison) - 베이스, 기타 (1995년-현재)
- 마틴 불록 (Martin Bulloch) - 드럼 (1995년-현재)
- 배리 번스 (Barry Burns) - 기타, 키보드, 신세사이저, 플룻, 보컬 (1998년-현재)

### 이전 멤버
- 브렌단 오헤어 (Brendan O'Hare) - 키보드, 기타 (1997년)
- 존 커닝스 (John Cummings) - 기타, 프로그래밍, 드럼, 키보드 (1995-2015년)